# 2004년 3월
| 2004년: 1월 · 2월 · 3월 · 4월 · 5월 · 6월 · 7월 · 8월 · 9월 · 10월 · 11월 · 12월 |

| <             | 2004년 3월  | 2004년 3월 | 2004년 3월 | 2004년 3월 | 2004년 3월 | >          |
| 일            | 월          | 화         | 수         | 목         | 금         | 토         |
|               | 1 2.11 기묘 | 2 12 경진  | 3 13 신사  | 4 14 임오  | 5 15 계미  | 6 16 갑신  |
| 7 17 을유     | 8 18 병술   | 9 19 정해  | 10 20 무자 | 11 21 기축 | 12 22 경인 | 13 23 신묘 |
| 14 24 임진    | 15 25 계사  | 16 26 갑오 | 17 27 을미 | 18 28 병신 | 19 29 정유 | 20 30 무술 |
| 21 윤2.1 기해 | 22 2 경자   | 23 3 신축  | 24 4 임인  | 25 5 계묘  | 26 6 갑진  | 27 7 을사  |
| 28 8 병오     | 29 9 정미   | 30 10 무신 | 31 11 기유 |            |            |            |

| 편집하기 |

## 2004년3월 31일
- 통일호 열차가 마지막 운행을 하다.

## 2004년3월 25일
- 올림피아에서 제28회 아테네 올림픽의 성화가 채화되다.

## 2004년3월 24일
- 키프로스의 그리스계 주민 대표와 터키계 주민 대표가 유럽 연합 가입 전에 통일을 하기 위해 스위스 니트발덴주에서 교섭을 개시하다.

## 2004년3월 20일
- 중화민국 총통선거에서 천수이볜 총통이 재선하다.

## 2004년3월 19일
- 캐나다 퀘벡주가 동성 결혼을 합법화하다. 이는 온타리오주와 브리티시컬럼비아주에 이어 캐나다에서 세 번째이다.
- 선거 운동 중이던 천수이볜 중화민국 총통이 총격을 당하다.

## 2004년3월 17일
- 크리티섬에 릭터 규모 6.3의 지진이 발생하다.

## 2004년3월 16일
- 아이티의 새 국무총리인 제라르 라토르튀(fr)가 주도하는 새 정부가 구성되다.

## 2004년3월 12일
- 노무현 대통령 탄핵 소추안이 대한민국 제16대 국회에서 찬성 193표, 반대 2표로 가결되다.

## 2004년3월 11일
- 알 카에다 국제테러단체가 에스파냐의 마드리드 아토차역에서 동시다발테러사건을 일으키다.

## 2004년3월 7일
- 오스트리아의 케른텐주와 잘츠부르크주에서 실시된 지방선거에서 케른텐 주는 외르크 하이더가 이끄는 자유당(de)이 42.5%를, 잘츠부르크 주는 사회민주당(de)이 45.9%의 지지를 각각 획득하다.

## 2004년3월 5일
- 장 베르트랑 아리스티드(fr)가 축출된 아이티에 캐나다군이 다국적군으로서 진주하다.

## 2004년3월 1일
- 벨기에에서 마르크 뒤트루에 대한 재판이 개시되다.